# De Septiembre (manzana)
De Septiembre es el nombre de una variedad cultivar de manzano (Malus domestica). Esta manzana es originaria de Galicia, está cultivada en la colección de árboles frutales y banco de germoplasma de Mabegondo con el Nº 165; ejemplares procedentes de esquejes localizados en Noya (La Coruña).

## Sinónimos
- "Manzana De Septiembre",[4][5]
- "Maceira De Septiembre".

## Características
El manzano de la variedad 'De Septiembre' tiene un vigor elevado. Tamaño grande y porte erguido.
Época de inicio de brotación a partir del 17 de abril y de floración a partir de 9 de mayo.
Las hojas tienen una longitud del limbo de tamaño medio, con la máxima anchura del limbo media. Longitud de las estípulas es corta y la máxima anchura de las estípulas es estrecha. Denticulación del borde del limbo es biondulado, con la forma del ápice del limbo cuspidado y la forma de la base del limbo es obtuso. Con subestípulas presentes.
Sus flores tienen una longitud de los pétalos larga, anchura de los pétalos es media, disposición de los pétalos en contacto entre sí, con una longitud del pedúnculo media.
La variedad de manzana 'De Septiembre' tiene un fruto de tamaño grande, de forma globosa, de color bicolor, con chapa lavada, e intensidad media. Epidermis de textura suave con pruina en su superficie, y con presencia de cera débil. Sensibilidad al "russeting" (pardeamiento áspero superficial que presentan algunas variedades) muy poco sensible. Con lenticelas de tamaño pequeño.
Los sépalos están dispuestos de forma erecta, superpuestos en su base; fosa calicina muy profunda de una anchura ancha. Pedúnculo de grosor grueso y de longitud medio, siendo la cavidad peduncular de una profundidad poco profunda y de anchura media. Con pulpa de color blanca crema, de firmeza es intermedia y textura intermedia; su jugosidad es jugosa con sabor de acidez media, dulzor bajo, y poco aromática.
Época de maduración y recolección a partir del 4 de octubre. 'De Septiembre' es una manzana de uso mixto que se utiliza como fruta de mesa y también en la producción de sidra.

## Susceptibilidades
- Oidio: ataque débil
- Moteado: no presenta
- Raíces aéreas: no presenta
- Momificado: no presenta
- Pulgón lanígero: no presenta
- Pulgón verde: ataque débil
- Araña roja: no presenta
- Chancro del manzano: no presenta[3]